# Robert Hough Somers
Robert Hough Somers (ur. 1929, zm. 2004) – amerykański socjolog i statystyk. W 1962 r. stworzył używaną w statystyce miarę zależności pomiędzy zmiennymi porządkowymi tzw. D Somersa.